# Różaniec morderstw
Różaniec morderstw – amerykański film fabularny z 1987 roku w reżyserii Freda Waltona. Film nakręcono w Detroit.

## Fabuła
Wykonywane są masowe morderstwa księży. Oprawca spowiada się pewnemu kapłanowi z dokonywanych kolejno przestępstw. Duchowny, nie mogąc wyjawić nikomu tajemnicy spowiedzi, postanawia zacząć działać na własną rękę.

## Obsada
- Donald Sutherland – Ojciec Robert Koesler
- Tom Mardirosian – Detektyw Fallon
- Josef Sommer – Porucznik Koznicki
- B. Constance Barry – siostra Grace
- Cordis Heard – siostra Magdala
- Harold Hansen – Ojciec Lord
- John Danelle – detektyw Harris

i inni